# تسيبي هوتوفلي
تسيبي هوتوفلي (بالعبرية: ציפי חוטובלי، من مواليد 2 ديسمبر 1978) سياسية إسرائيلية تشغل حاليا منصب عضو في الكنيست عن حزب الليكود، ومنصب نائب وزير الشؤون الخارجية منذ عام 2015. ووزيرة شؤون المستوطنات منذ 2020.

## روابط خارجية
- تسيبي هوتوفلي على موقع IMDb (الإنجليزية)